# Öster, Gävle

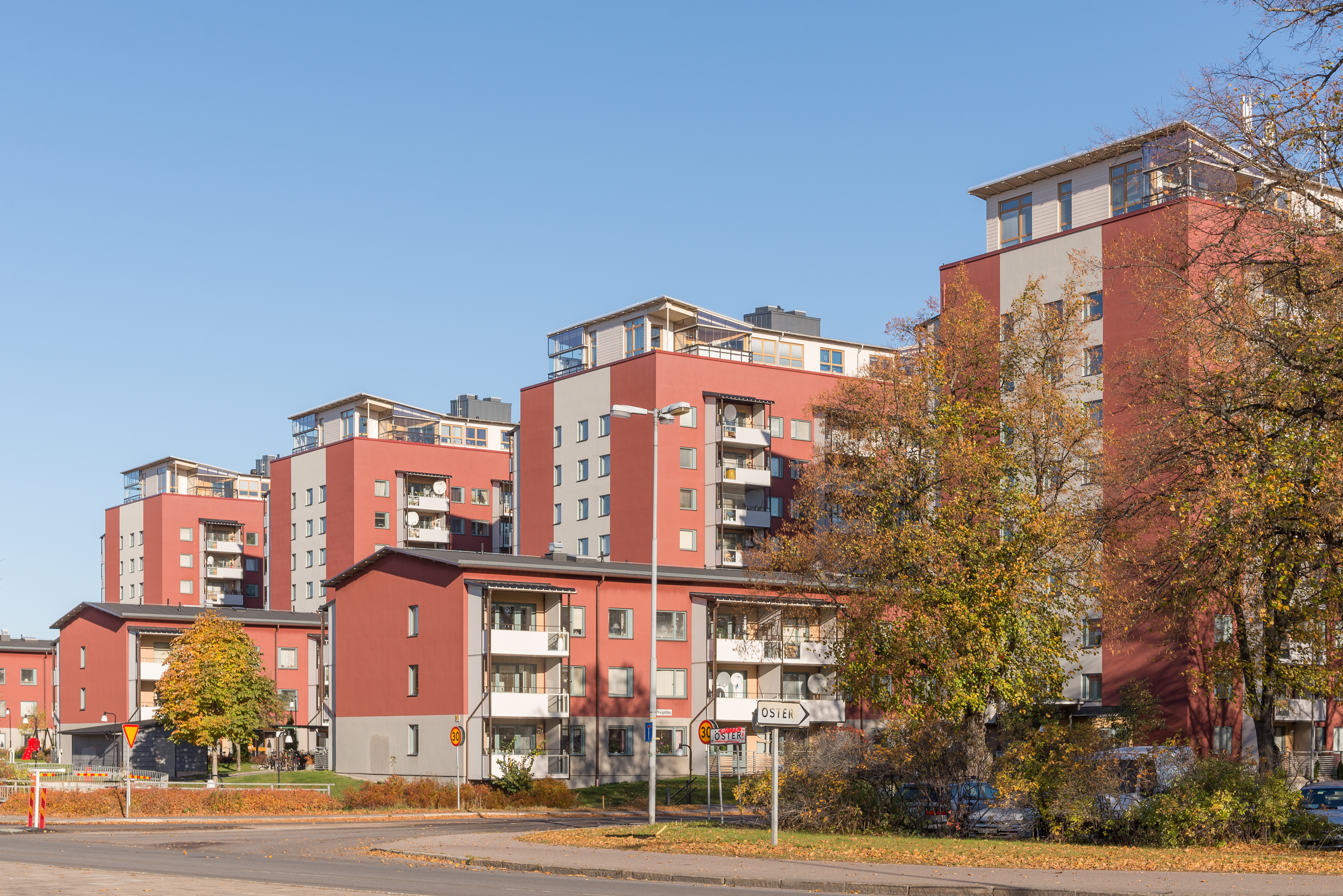
Bebyggelse i stadsdelen Öster i oktober 2013.

Öster är en stadsdel i Gävle, som begränsas av järnvägen (se Gävle centralstation) i väster och norr och Nygatan i söder. Stadsdelen genomkorsas av Staketgatan och delas i ett industriområde norr om och ett bostadsområde söder om gatan.
Bostadsområdet är byggt mellan åren 1967 och 1972 inom ramen för det så kallade miljonprogrammet och består av 29 lamellhus i 2–3 våningar samt 4 punkthus i 8 våningar. Bebyggelsen ligger kring de två säckgatorna Norra Fiskargatan och Näringsgatan. Här finns också äldreboendet Sofia Magdalena, en närbutik och två förskolor.
Åren 2003–2007 rustade fastighetsägaren Gavlegårdarna upp stadsdelen för cirka 150 miljoner kronor. Alla byggnader fick nya fasader i varma gula och röda ockrafärger, nya entréer och upprustade utemiljöer. Punkthusen byggdes på med två våningar med bostäder och förråd.

## Historia
Stadsdelen Öster har varit bebyggd sedan tiden före stadsbranden 1569. Närheten till hamnen gjorde att befolkningen dominerades av fiskare och sjömän, som hade sina båtar i Östra Lillån, en sidogren av Gavleån som skilde stadsdelen från Alderholmen. Här låg Gävle hospital.

### Efter 1869
Efter stadsbranden 1869 inordnades Öster i den rätvinkliga stadsplan som upprättades för hela staden norr om ån. Stadsdelen kom nu konkret att avgränsas av Dalagatan längs Gävle-Dala järnväg, Nygatan och Östra Esplanaden, där sedermera järnvägen och centralstationen kom att dras in. Bebyggelsen bestod i huvudsak av trähus i 1-2,5 våningar, placerade vid gatorna och med uthus och utedass på gården. Längs Nygatan och Lilla Esplanadgatan var bebyggelsen större och finare.

### Förfall och sanering
På 1940-talet beslöts att stadsdelen skulle rivas och ersättas med ett industriområde, varför stadsdelen belades med byggnadsförbud och läts förfalla. På grund av att industriområdena Näringen och Sörby urfjäll byggdes ut under de närmaste årtiondena efterfrågades aldrig industriområdet Öster, så på 1960-talet beslöts att den nu kraftigt förslummade och avfolkade stadsdelen skulle "saneras".
Saneringen innebar att samtliga bostadshus utom ett (som ännu står kvar norr om Staketgatan) revs. Norr om Staketgatan står även några mindre byggnader kvar, som används för kontor och småindustri. Bebyggelsen ersattes med en enhetlig bebyggelse bestående av fyra punkthus om 8 våningar och 29 lamellhus om 2-3 våningar, allt klätt i mexitegel. Staketgatan breddades till 4 filer, schaktades ned under järnvägen och fick en motorvägsliknande planskild korsning med Fältskärsleden, som leder till Hamntorget. Samtliga bostadsfastigheter ägdes av det kommunala bostadsföretaget Hyresbostäder.
Av stadsdelens ursprungliga gator försvann Dalagatan, Lilla Esplanadgatan, Norra Fältskärsgatan, Norra Hospitalsgatan, Norra Sjötullsgatan och Ruddammsgatan. Av Hantverkargatan återstod endast en stump i industriområdet norr om Staketgatan.
Stadsdelens gamla bebyggelse sörjdes inte nämnvärt, eftersom den låtits förfalla under flera decennier och ersattes av moderna bostäder. Många av de boende från den gamla stadsdelen flyttade till den nya och ännu år 2005 finns en man som bott på Öster sedan 1920-talet.

### Stagnation och segregering
Under 1980- och 1990-talet fick stadsdelen, som så många andra miljonprogramsområden, dåligt rykte och drabbades av utflyttning och tomma lägenheter. Det brukade sägas att Öster befolkades av "nynazister, knarkare och invandrare"[källa behövs] och Öster var före 2006 års val den enda stadsdelen i Gävle där Sverigedemokraterna fått så många röster att de särskilt uppmärksammats i rösträkningen.
Öster definierades av folkpartiet 2004 som ett utanförskapsområde. Utanförskapet definieras utifrån kriterier som att sysselsättningen ligger under 60 procent för personer mellan 20 och 64 år, att antingen niondeklassare som går ut skola med fullständiga betyg eller valdeltagandet ligger under 70 procent. Andersberg placerades som nr 64 av 136 utanförskapsområden i Sverige.

### Upprustning
Efter sammanslagningen år 2000 av Gävle kommuns två kommunala bostadsföretag Hyresbostäder och Gavlegårdarna beslöt Gavlegårdarna att rusta upp området. Detta, tillsammans den begynnande bostadsbristen i slutet av 1990-talet, har gjort att områdets status höjts kraftigt och år 2005 krävs att man redan står i Gavlegårdarnas bostadskö för att få en lägenhet på Öster.[källa behövs] Gefle Dagblad har haft en artikel om detta.[källa behövs]

## Angränsande stadsdelar
- Alderholmen
- City
- Nordost
- Näringen